# Colin Brittain
Colin Brittain (29 december 1986) is een Amerikaans drummer, producent en songwriter. Hij is de drummer van Linkin Park sinds hun reünie in september 2024. Voordat hij bij de band kwam, schreef en produceerde hij voor bands en artiesten als Papa Roach, Hands Like Houses, Dashboard Confessional, 5 Seconds of Summer en Miyavi.

## Carrière
Brittain begon zijn muziekcarrière bij de band Oh No Fiasco. Hierna ging hij verder als producer. Daarmee kreeg Brittain brede erkenning voor zijn werk met bands als All Time Low en 5 Seconds of Summer. Hji werkte onder andere aan het album Future Hearts (2015) van All Time Low, dat binnenkwam op nummer 2 in de Amerikaanse Billboard 200.
Een van zijn grootste successen kwam met Papa Roach, waar hij betrokken was bij de productie van het album Crooked Teeth (2017). Dit album bracht de band terug naar hun oorspronkelijke stijl van nu-metal gecombineerd met alternatieve rock.
Op 5 september 2024 werd bekend dat Brittain als drummer de band Linkin Park ging versterken, nadat Rob Bourdon had besloten afstand van de band te nemen. Tegelijkertijd met deze bekendmaking kwam het nummer The Emptiness Machine uit.
- Library of Congress Control Number: n2002136684
- MusicBrainz: 3b49abe4-6b0e-47f8-a8db-1bdc538f6ca7
- Virtual International Authority File: 31365431

Emily Armstrong · Chester Bennington · Rob Bourdon · Colin Brittain · Brad Delson 
Dave Farrell · Joe Hahn · Scott Koziol · Mike Shinoda · Mark Wakefield